# Assassinat de Sidónio Pais
L'assassinat de Sidónio Pais est survenu le 14 décembre 1918 lorsque le 4e président du Portugal Sidónio Pais a été mortellement blessé à la gare de Lisbonne-Rossio à Lisbonne, au Portugal le 14 décembre 1918 par l'activiste politique de gauche José Júlio da Costa (en).

## Assassinat
Le président Sidónio Pais était en route pour la gare de Lisbonne-Rossio après avoir dîné au restaurant Silva, situé au Chiado. Le président était accompagné de son frère et de son fils, il allait prendre le train pour Porto pour s'entretenir avec le Conseil de l'Armée du Nord. Lorsqu'il entra dans la gare vers 23 h 0 le 14 décembre 1918, il fut reçu par une garde républicaine qui protégerait le président. Il y avait eu une tentative d'assassinat ratée contre le président le 6 décembre, la sécurité était donc  plus élevée, mais cela sans ruiner l'ambiance car un groupe jouait une chanson populaire lorsque le président est entré dans la station.
Ce que le président ne savait pas, c'est que José Júlio da Costa l'attendait, ayant avec lui un pistolet que l'assassin avait dissimulé dans sa cape d'Alentejo. Lorsque le président est passé devant l'assassin au premier étage de la gare de Rossio, l'assassin a pénétré dans le double cordon de police qui entourait le président et a tiré deux coups de feu avec le pistolet caché sous sa cape de l'Alentejo.
Le premier coup a touché Pais dans le bras droit et la balle s'est logée dans son bras, mais le deuxième coup a touché le président à l'estomac, ce qui a causé une blessure mortelle. Le président est tombé immédiatement au sol et une panique a éclaté. Pendant la confusion, quatre passants innocents ont été mortellement blessés par les gardes et l'assassin qui n'a pas tenté de s'échapper a été arrêté après avoir été brutalement battu par la foule.
Le président était encore en vie à ce stade et a été transporté d'urgence à l'hôpital Saint-Joseph, il est cependant décédé des suites de ses blessures en route vers l'hôpital peu avant minuit.

## Conséquences
L'assassinat a été un moment traumatisant pour la première République du Portugal, tout semblant de stabilité a disparu, réglant une crise permanente qui ne s'est terminée qu'après presque huit ans avec la Révolution nationale du 28 mai 1926 qui a mis fin au régime. De nouvelles élections ont eu lieu deux jours après son assassinat afin qu'un nouveau président puisse être élu.
Ses funérailles ont été mémorables, rassemblant des dizaines de milliers de personnes. Les funérailles ont cependant été interrompues par de multiples incidents violents puisque certains le considéraient comme un dictateur. Il est entré dans l'imaginaire portugais, en particulier celui des secteurs catholiques les plus conservateurs, sous le nom de roi président. Il est considéré comme un mélange de sauveur et de martyr parmi certains portugais.
Cette image d'un martyr a conduit à l'émergence d'un culte populaire, similaire à ce qui existe autour de la figure de Sousa Martins (en), qui a sanctifié Pais avec des promesses d'honneurs et d'ex-voto, qui subsiste encore à ce jour. Il est courant de déposer des fleurs et autres éléments votifs à côté de sa tombe.